# مرغان (القصيم)
يقع مركز مرغان في الشمال الغربي لمنطقة القصيم وتقع على الطريق المؤدي إلى مدينة حائل، وتتبع الى بلدية الفوارة.

## التاريخ
مركز مرغان يقع في الشمال الغربي لمنطقة القصيم، ونزله قوم من بنو مسعود من مزينة من حرب،[بحاجة لمصدر] وتشتهر بكثرة وجود المزارع.

## السكان
يبلغ عدد سكان مركز مرغان 2.000 نسمة، وسكانها النحايتة وبعض الصعاقرة والعونة والمراوين والقبعة من مزينة.[بحاجة لمصدر] وقيل يسكنها الدبابيغ من مزينة.[بحاجة لمصدر] وقيل أهلها من البراك من بني مسعود من مزينة.[بحاجة لمصدر] وقيل أهلها من البراك من بني رشيد.[بحاجة لمصدر]

## الموقع الجغرافي
تقع غرب بريدة وتبعد عنها 125 كم وعن مدينة الفوارة 15 كم. 

## المناخ
المناخ قاري صحراوي، حار جاف صيفًا بارد مُمطر شتاء وتبلغ درجة الحرارة صيفًا 45°م، وفي الشتاء تصل 3- ما دون الصفر. 